# Vierhöcker-Spinnenfresser
Der Vierhöcker-Spinnenfresser (Ero aphana) ist eine Spinnenart aus der Familie der Spinnenfresser. Er ist eine von vier Arten der Buckelspinnenfresser (Ero), der in Mitteleuropa vorkommt.

## Beschreibung

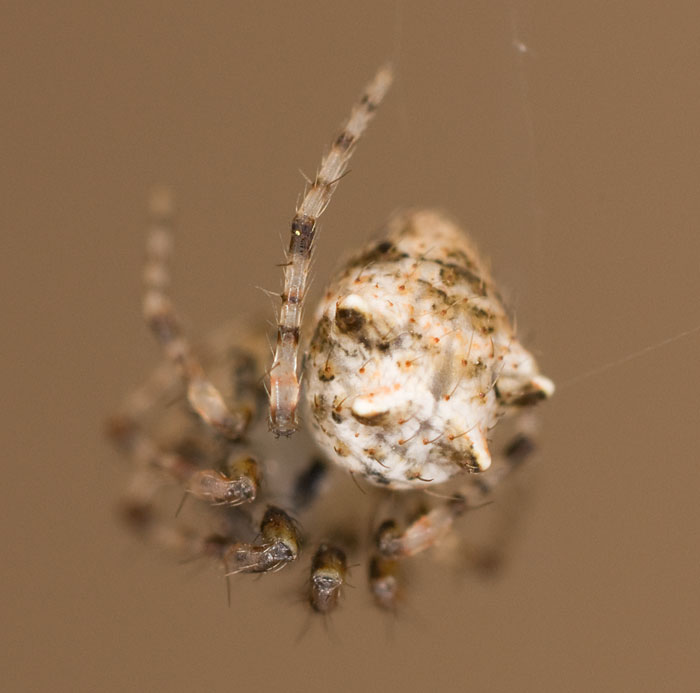
Hinterleib mit den arttypischen Höckern

Der Vierhöcker-Spinnenfresser ist wie alle Spinnenfresser (Mimetidae) eine kleine Spinnenart, die nur eine Körpergröße von 3 bis 4 mm erreicht. Auf dem kugelförmigen Hinterleib (Opisthosoma) finden sich 4 auffällige Höcker. Die Grundfarbe des Hinterleibs ist hellgrau bis hellbeige. Darauf befinden sich unregelmäßige dunklere Flecken. Der Vorderleib (Prosoma) ist sehr hell mit einer unscharfen schwarzen Umrandung, einem Fleck in der Mitte und weiteren Zeichnungen im Augenbereich. Die Beine sind hell-dunkel geringelt.

## Verbreitung, Lebensraum und Lebensweise

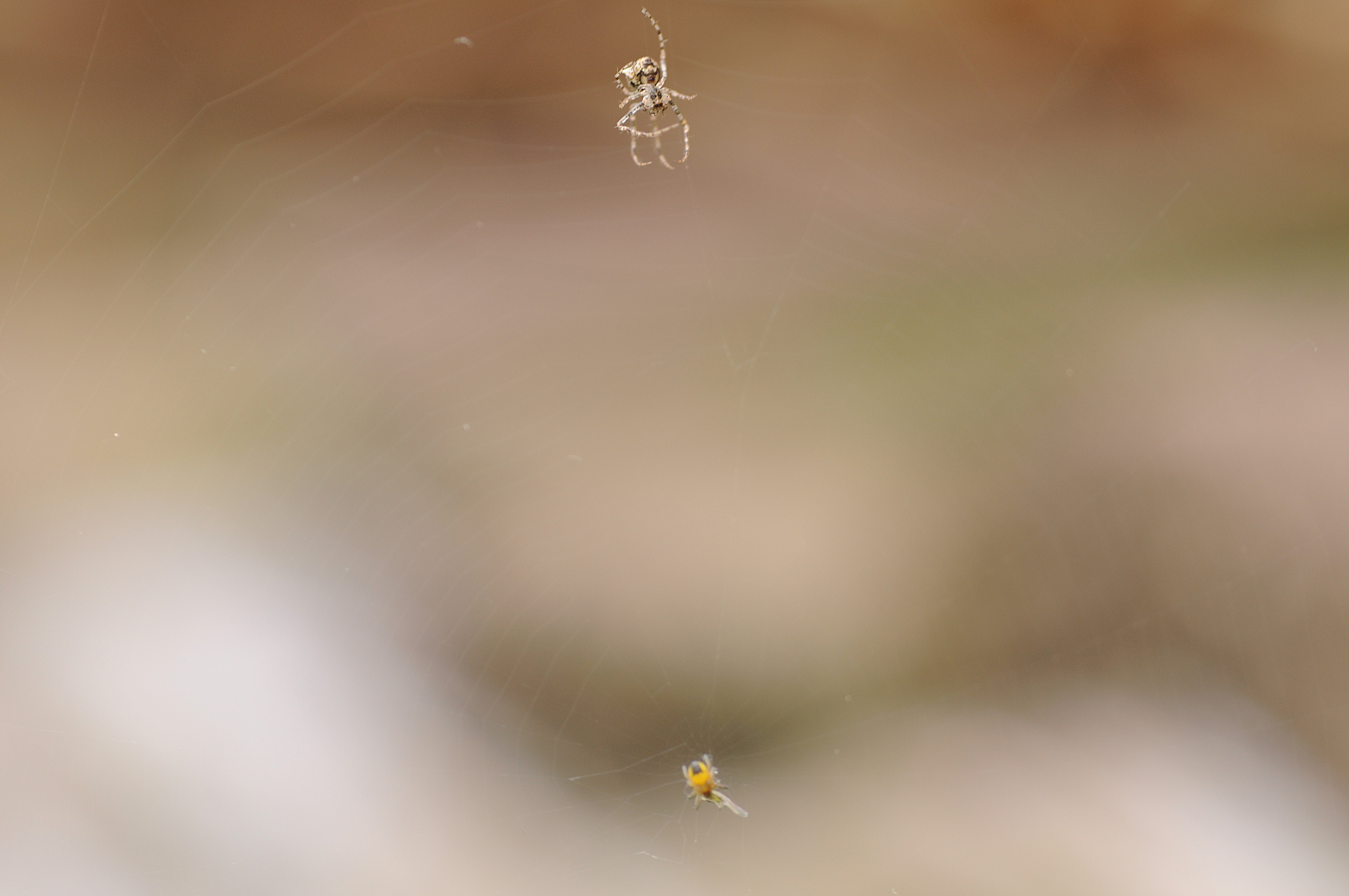
Spinnenfresser beim Angriff auf eine Kreuzspinne

Der Vierhöcker-Spinnenfresser kommt in der gesamten Paläarktis vor, besonders in Wärmegebieten. Sie lebt vor allem in Nadelwäldern und auch an deren Rand auf Sträuchern.
Wie alle Arten der Spinnenfresser ernährt sich auch der Vierhöcker-Spinnenfresser ausschließlich von anderen Spinnen. Erwachsene Tiere findet man im Sommer.